# القلعة (تونس)
القلعة هي إحدى مدن ولاية قبلي بالجنوب التونسي. تتبع إداريًا معتمدية دوز الشمالية. تضم حوالي 12 ألف ساكن. يتوقف اقتصادها على التمور والعملة الصعبة. كما أنها تعتبر من أقدم المدن في المنطقة حتى أقدم[هل المصدر موثوق به؟] من مدينة دوز وأكثر من ثلث سكانها يقطنون في أوروبا تحديدا بفرنسا.
هي قلعه من القلاع القديمة يرجع تاريخها إلى القرن الخامس قبل الميلاد. ذكرت في خط الليماس القرن الثاني ميلادي. فهي من اقدم مدن نفزاوة على الإطلاق بعد تلمين عرفت ببلاد الفخار كما ورث اهلها عن اجدادهم الفلاحة وغراسة النخيل والتشبث بالارض رفعت هذه الخابية كرمز للمخزون الثقافي للاستفادة منه حاضرا ومستقبلا
جذور مدينة القلعــة ضاربة في التاريخ إذ سجلت تواجدها في منطقة نفزاوة قبل مجيء الرومان إلى هذه الربوع بحثا عن منابع الياه والمناطق الخضراء ويشهد على ذلك بعض البناءات القديمة المشيدة حول منابع المياه لحمايتها والموجودة آثارها إلى اليوم. و ينحدر أصل سكان مدينة القلعة من البرابرة الذين استقروا في هذه المناطق طويلا قبل مقدم الرومان. و هم مرتبطون بصلات دموية وثيقة بسكان مطماطة القديمة وهداج و جمنة الآن... ذوي الأصول البربرية
أما كلمة القلعة فهي تسمية على القرية الحديثة التي بنيت على أنقاض قرية أقدم بكثير مما تسبب في القضاء على معالمها بسبب البحث عن مواد البناء. و التسمية كما هو واضح يعود تفسيرها إلى كونها شيدت فوق مرتفع من الأرض حيث كانت في فترة ما محطة مراقبة لإنذار المتساكنين عند قدوم الغزاة
القلعــة إذا قديمة جدا في التاريخ، وقد استقر فيها المتساكنون القدامى لكثرة المنابع فيها وقوة تدفق مياهها حتى أنها عرفت في كامل جهة نفزاوة باخضرارها الدائم والقائم أساسا على النخيل. و في هذا المجال تندرج القولة المأثورة عنها «إذا تمشي من القلعة لتلمين ما تمشي كان في ضل النخيل» . و على ذكر النخيل فالقلعــاوي عرف عنه تميزه في المجال الفلاحي مما جعل المنطقة قبلة للوافدين عليها من الرحل منذ القدم للعمل بالميدان الفلاحي. و القلعاوي معروف أيضا بصعوبة طباعه، صفة ولاشك موروثة عن البرابرة أجداده القدامى. لكنه كان في المقابل أكثر تحررا في علاقته بالمرأة إذ كان أكثر مرونة وتحضرا
القلاوعة هم مزيج من الاصول لكن تعتبرهم القرى المجاورة قدوة في الوحدة والتالف
ابدوء باقدم سكان القلعة طبعا هذا حسب مصادرنا: البكاكرة هم اقدم سكان القلعة وهم من اصول بربرية
القنانة وهم الأكثر عددا وهم من اصول عربية وبالتحديد هم اولاد المقداد ابن الأسود الكندي وهو صحابي جليل من قبيلة كندة من اليمن
الروابح هم أيضا من اصول عربية وهم من اولاد اديس أول مؤسس دولة إسلامية في المغرب وهذا الاخير هو ادريس ابن عبد الله الكامل ابن الحسن السبط وهو هاشمي قرشي
الدبابكة للاسف الشديد انه لا معلومات عندنا تعيننا على معرفة اصولهم مع ان هنالك من يقول انهم من القنانة لكن يبقى هذا الخبر ضعيف لانهم عرش وحدهم
تتميز مدينة القلعة بطقسها الحار حيث ان درجات الحرارة في فصل الصيف تصل إلى 45 درجة كما انها تعاني من قلة هذا الأمطار التي تنزل بمعدلات شحيحة.